# Helle Klein
Helle Louise Klein, född 9 juli 1966 i Stockholm, är en svensk journalist och präst i Svenska kyrkan.

## Biografi
Helle Klein föddes i Enskede i södra Stockholm som dotter till Jan Viktor och Ulla Mariann Klein. Hennes farfarsfar var Stockholms överrabbin Gottlieb Klein, hennes farfar var den teoretiska fysikern Oskar Klein och hennes farbror var journalisten Ernst Klein.

### Teologisk karriär
Helle Klein studerade teologi innan hon blev journalist. Hon har en universitetsexamen inom teologi (teologie kandidat) och prästvigdes för Stockholms stift den 13 januari 2008 efter att ha fått tjänstledigt från Aftonbladet för att kunna genomföra den påbyggnadsutbildning som krävdes för prästvärdighet i Svenska kyrkan. Efter prästvigningen blev hon pastorsadjunkt i Nacka församling. Åren 2010–2013 var hon präst i Sofia församling i Stockholm. I början av 2013 framkom att Klein den 1 maj 2013 skulle ta över som chefredaktör för Dagens Arbete. Idag är Klein direktor för Sigtunastiftelsen.

### Politisk och journalistisk karriär
Helle Klein engagerade sig tidigt inom Sveriges socialdemokratiska ungdomsförbund (SSU), där hon bland annat var suppleant i förbundsstyrelsen. Mellan 1991 och 1995 var hon politisk chefredaktör i socialdemokratiska Örebro-Kuriren. Därefter blev hon ledarskribent på Aftonbladet där hon sedan 2001 var politisk chefredaktör. Klein är för närvarande chefredaktör på tidningen Dagens Arbete. Hon medverkar ofta som debattör och kommentator i radio och tv.

### Författarskap
Klein har skrivit boken Längtan efter mening : om vänsterns etik och den nykonservativa utmaningen (1999) och varit sommarpratare i Sveriges Radio två gånger: 25 juli 1995 och 27 juni 2007. Hon är även grundare av Seglora smedja.

## Politiska idéer
Klein har profilerat sig som Palestinavän och har ofta kritiserat Israels ageranden i den pågående konflikten. Hon var starkt kritisk till USA:s invasion av Irak 2003 och använde i samband med detta det nedsättande begreppet bombhöger som en referens till de debattörer inom den svenska borgerligheten som tog ställning för invasionen.

## Utmärkelser
Helle Klein tilldelades 2003 års Eldh-Ekblads fredspris av Svenska freds- och skiljedomsföreningen.